# زراعة إلكترونية

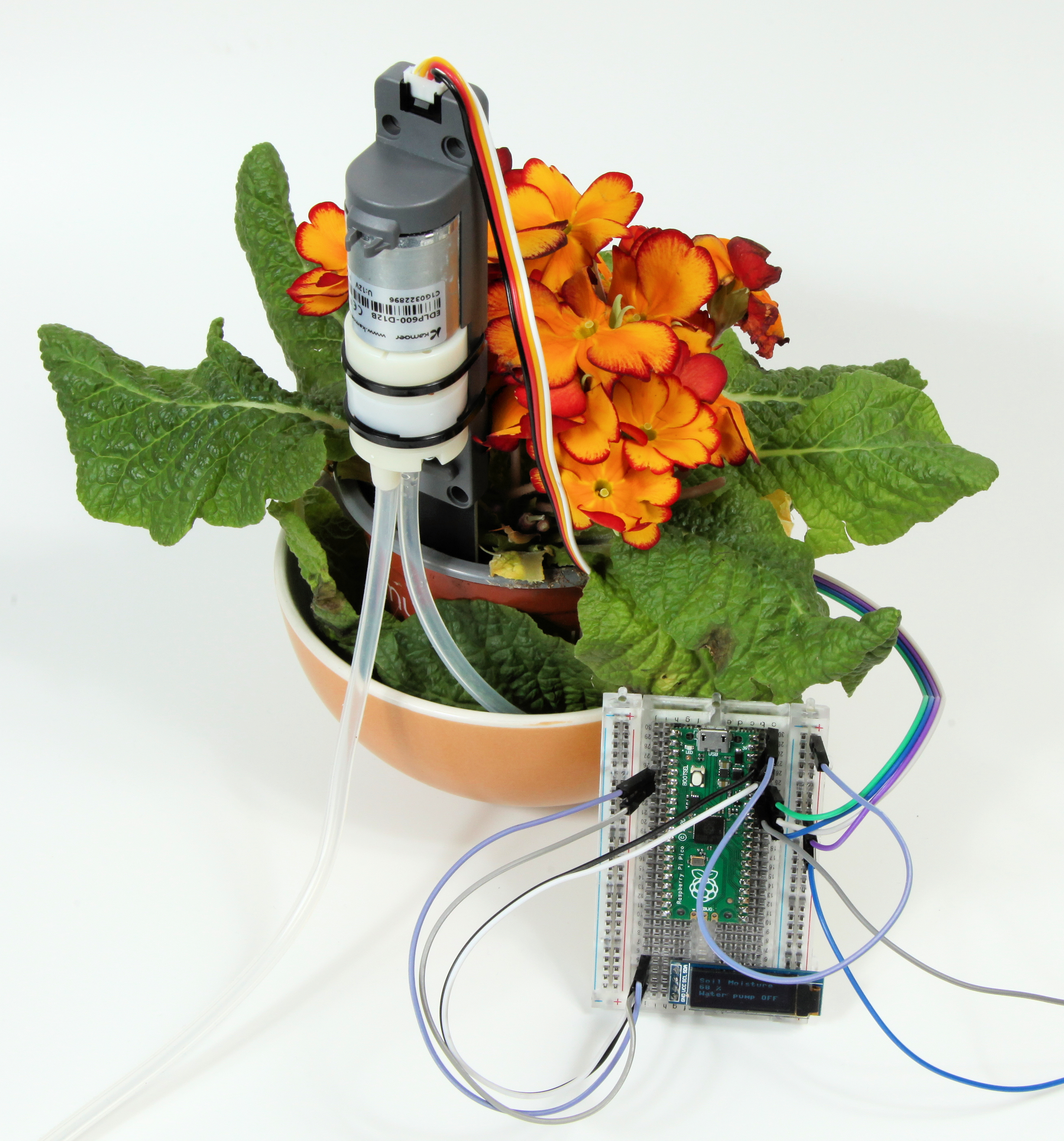
نظام ري تلقائي باستخدام Raspberry Pi Pico وشاشة OLED

الزراعة الإلكترونية (والتي يطلق عليها بالإنجليزية اسم "E-agriculture") هو مصطلح حديث نسبيًا في مجال الزراعة وممارسات التطوير الريفية. وقد بدأ الاتساق في استخدام هذا المصطلح في الظهور مع نشر نتائج استطلاع رأي عالمي قامت الأمم المتحدة بتنفيذه. واستطلاع الرأي هذا الذي أجري في أواخر عام 2006 من خلال منظمة الأمم المتحدة للأغذية والزراعة (الفاو) أظهر أن نصف أولئك الذين أجابوا على استطلاع الرأي قد عرفوا «الزراعة الإلكترونية» على أنها نشر المعلومات والوصول إليها وتبادلها والتواصل والمشاركة في تحسينات العمليات المتعلقة بالتطوير الريفي. وفي المقابل، أشار أقل من الثلث إلى أهمية الأجهزة الفنية والأدوات التقنية.
وبالتالي، فإن الزراعة الإلكترونية تصف حقلاً ناشئًا يركز على تحسين التطوير الزراعي والريفي من خلال المعلومات وعمليات الاتصال المحسنة. وبشكل أكثر تخصيصًا، تشتمل الزراعة الإلكترونية على وضع التصورات لطرق إبداعية وتصميمها وتطويرها وتقييمها وتطبيقها من أجل استخدام تقنيات المعلومات والاتصالات (ICT) في النطاق الريفي مع التركيز بشكل رئيسي على الزراعة.
وفي عام 2008، أشارت الأمم المتحدة إلى الزراعة الإلكترونية على أنها «مجال ناشئ»، مع توقع أن يتغير نطاقها وأن يتطور مع تنامي فهمنا لهذا المجال.

## معلومات تاريخية

### تقنيات المعلومات والاتصالات (ICT) التي تدعم القضاء على الفقر في الريف وتوفير الأطعمة
في أغسطس من عام 2003، اتحد معهد التطوير الدولي (ODI) وإدارة التطوير الدولي في المملكة المتحدة (DFID) ومنظمة الأمم المتحدة للأغذية والزراعة (الفاو) معًا في مشروع أبحاث تعاوني للنظر في الأمور المتعلقة بالتفكير في سبل العيش مع المفاهيم التي تعتمد على المعلومات والاتصالات الخاصة بالتطوير، من أجل تحسين فهم دور وأهمية المعلومات والاتصالات لدعم سبل العيش الريفية.

واشتملت توصيات السياسة على ما يلي:
- الاعتماد على الأنظمة الحالية، مع تشجيع دمج مشاركة التقنيات والمعلومات المختلفة
- تحديد من يجب عليه الدفع، من خلال الإجماع والاعتماد على التحليل الشامل للتكاليف
- ضمان توفير قدرة متساوية على الوصول إلى المجموعات المهمشة وأولئك العاملين في القطاع الزراعي
- تعزيز المحتويات المترجمة، من خلال العمليات غير المركزية والمملوكة محليًا
- بناء القدرات، من خلال توفير حزم التدريب والحفاظ على خيار مصادر المعلومات
- استخدام تقنيات واقعية، تكون مناسبة في البنية التحتية الحالية
- بناء شراكات معرفية لضمان رأب صدع المعرفة ويسمح التدفق ثنائي الاتجاه للمعلومات بنشوء المعرفة من كل مستويات الشبكة والمجتمع.

كما يتم استشعار أهمية تقنيات المعلومات والاتصالات فيما يتعلق بالهدف الثامن لتطوير الألفية، حيث يكون الهدف هو «... إتاحة امتيازات التقنيات الجديدة، خصوصًا تقنيات المعلومات والاتصالات» أثناء الصراع للتغلب على الفقر.

### الزراعة الإلكترونية وعملية القمة العالمية حول مجتمع المعلومات (WSIS)
الزراعة الإلكترونية هي أحد خطوط الإجراءات التي تم تحديدها في الإعلان وخطة الإجراء (2003) للقمة العالمية حول مجتمع المعلومات (WSIS).
 وقد ركز «جدول أعمال تونس بشأن مجتمع المعلومات»، والذي تم نشره في الثامن عشر من نوفمبر، عام 2005، على ريادة أدوار تسهيلية يجب أن تلعبها وكالات الولايات المتحدة فيما يتعلق بتنفيذ خطة إجراءات جنيف.

وقد استضافت منظمة الفاو أول ورشة عمل حول الزراعة الإلكترونية في يونيو من عام 2006، من خلال تجميع مندوبين عن منظمات التطوير الرائدة المشاركة في الزراعة. وقد كان هذا الاجتماع بمثابة مبادرة لبدء تطوير عملية فعالة لإشراك مجموعة كبيرة من المساهمين المشاركين في الزراعة الإلكترونية، وقد أدى إلى تكوين مجتمع الزراعة الإلكترونية، وهو عبارة عن مجتمع ممارسة. تشتمل قائمة الشركاء المؤسسين لمجتمع الزراعة الإلكترونية  على ما يلي: المجموعة الاستشارية حول أبحاث الزراعة الدولية (CGIAR)، والمركز الفني للزراعة والتنمية الريفية (CTA)، والفاو، والاتحاد العالمي لتقنيات المعلومات والاتصالات والتنمية (GAID)، والمنتدى العالمي حول أبحاث الزراعة (GFAR)، وشراكة المعرفة العالمية (GKP)، وGesellschaft fur Technische Zusammenarbeit (التي يطلق عليها حاليًا اسم Deutsche Gesellschaft für Internationale Zusammenarbeit، أو GIZ)، والاتحاد الدولي لمتخصصي المعلومات الزراعية (IAALD)، ومعهد الدول الأمريكية للتعاون في المجال الزراعي (IICA)، والصندوق الدولي للتنمية الزراعية (الصندوق الدولي للتنمية الزراعية)، والمركز الدولي للاتصالات والتنمية (IICD)، والمكتبة الزراعية القومية في الولايات المتحدة (NAL)، وإدارة الأمم المتحدة للشئون الاقتصادية والاجتماعية (UNDESA)، والبنك الدولي.

## وصلات خارجية
- e-Agriculture Community
- USAID's ICT for Agriculture community
- Bridging the Rural Digital Divide programme
- IICA Oficina Colombia